# عاشورعلی‌لار
عاشورعلی‌لار (به لاتین: Aşırallar) یک منطقه مسکونی در جمهوری آذربایجان است که در شهرستان تووز واقع شده است. عاشورعلی‌لار ۲۱۷ نفر جمعیت دارد.